# Scleronephthya corymbosa
Scleronephthya corymbosa är en korallart som beskrevs av Verseveldt och Cohen 1971. Scleronephthya corymbosa ingår i släktet Scleronephthya och familjen Nephtheidae. Inga underarter finns listade i Catalogue of Life.